# Verbascum globiferum
Verbascum globiferum är en flenörtsväxtart som beskrevs av Hub.-mor.. Verbascum globiferum ingår i släktet kungsljus, och familjen flenörtsväxter. Inga underarter finns listade i Catalogue of Life.